# سیل ۲۰۲۰ کیوشو

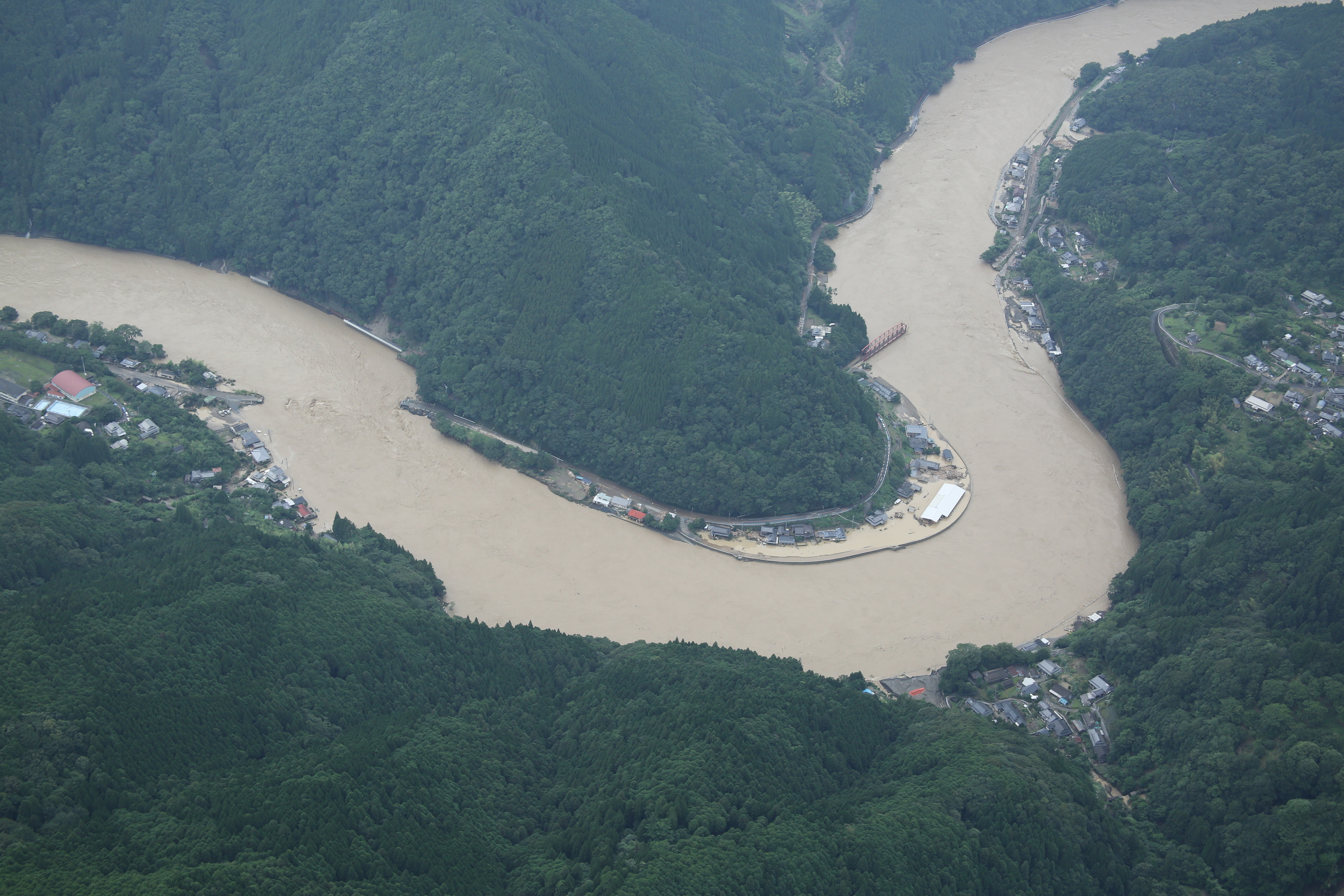
پل کامزه (سمت چپ) و پل راه آهن کوماکاوا شماره یک (راست) شسته شدند.

سیل ۲۰۲۰ کیوشو (انگلیسی: 2020 Kyushu floods) در ۴ ژوئیه براثر بارندگی شدید رخ داد. این سیل و رانش زمین در جزیره کیوشو در دو شهر کوماموتو و کاگوشیما، جنوب ژاپن دست‌کم ۳۴ کشته برجای گذاشت. ۱۴ تن از قربانیان سالمندان ساکن در کوما و کوماموتو بودند که طعمه سیل شدند.

## پیشینه
قبل از ۲۰۲۰ طوفان‌ها، تندبادها و جاری شدن سیل‌های سنگین، ژاپن را درنوردیده‌است. منطقه کوهستانی ژاپن این کشور را در معرض خطر سیل و رانش زمین قرار می‌دهد. این حوادثی که مرتبط با آب و هوا است تا کنون صدها کشته برجای گذاشته‌است، براساس تجزیه و تحلیل کارشناسان یک عامل مؤثر این حوادث گرم شدن کره زمین است.
حوضه رودخانه کوما قبلاً در سال ۱۹۶۵ طغیان کرده بود که یکی از سه سیلاب بزرگ ژاپن به‌شمار می‌رود، کوما رودخانه‌ای است که به لحاظ اقتصادی درجه A محسوب می‌شود و طول آن ۱۱۵ کیلومتر است. مسیر آن از دامنه کوه کیوشو آغاز می‌شود و از هیتویوشی، کوماموتو و کوما، کوماموتو و یاتسوشیرو، کوماموتو گذشته و به دریایی یاتسوشیرو می‌ریزد.